# Аверин, Николай Матвеевич
Николай Матвеевич Аверин (1903 — 1998) — советский инженер — исследователь в области микрометаллургии, лауреат Ленинской премии 1960 г.
В 1919—1921 гг. служил в РККА.
Окончил ж/д техникум (1925) и Ленинградский политехнический институт (1937).
- 1925—1931 управляющий Туркменской палатой мер и весов.
- 1937—1948 во Всесоюзном НИИ метеорологии.
- 1948—1949 инженер Ленинградского НИИ точной механики.
- 1949—1954 главный конструктор, ведущий инженер ОКБ на заводах.
- с 1954 г. — старший инженер проектно-конструкторского бюро треста «Севзапмонтажавтоматика» Минстроя РСФСР.

Совместно с Улитовским разработал способ производства микропровода в стеклянной изоляции (метод Тейлора-Улитовского, 1948). Авторское свидетельство:
- Улитовский А.В., Аверин Н.М., А.С. № 161325 СССР, МКИ G 01 C 29/00. Способ изготовления металлической микропроволоки. Заявлено 01.04.48г., опубликовано 19.03.64г., Бюл. №7, стр.14.

Лауреат Ленинской премии 1960 г. — за разработку метода получения тонких и сверхтонких металлических нитей непосредственно из жидкой фазы.